# 飛び出せ!サマータイム
「飛び出せ!サマータイム」（とびだせ ! サマータイム）は、Dorothy Little Happyのメジャー2枚目のシングル。
2012年7月11日にavex traxから発売された。

## 収録曲

### Type-A
CD
1. 飛び出せ! サマータイム
作詞・作曲・編曲：ツキダタダシ
2. ナミダよりもずっと速く
作詞・作曲・編曲：ツキダタダシ
3. 飛び出せ! サマータイム (Instrumental)
4. ナミダよりもずっと速く (Instrumental)

DVD
- 飛び出せ!サマータイム Music Video

### Type-B
CD
1. 飛び出せ! サマータイム
2. ナミダよりもずっと速く
3. 飛び出せ! サマータイム (Instrumental)
4. ナミダよりもずっと速く (Instrumental)

DVD
- オフショット映像

### Type-C
CD
1. 飛び出せ! サマータイム
2. Over There
作詞：Dorothy Little Happy & 和田耕平、作曲・編曲：和田耕平
3. ナミダよりもずっと速く
4. 飛び出せ! サマータイム (Instrumental)
5. Over There (Instrumental)
6. ナミダよりもずっと速く (Instrumental)

初回版限定封入特典 (各Type)
- ミニ写真 (5種のうち1種をランダム封入)